# You Said No
You Said No (Crash And Burn) – trzeci singel poprockowego zespołu Busted z debiutanckiej płyty Busted. Pierwszy singel numer jeden UK Singles Chart zespołu.

## Powstanie utworu
Utwór napisali James Bourne, Graham Jay, Charlie Simpson, Steve Robson, John McLaughlin. Pierwotnie piosenka miała nazywać się "Crash And Burn", ale ponieważ było to zaraz po katastrofie promu Columbia tytuł wydał się nieodpowiedni. Zmieniono go na "You Said No". Do dziś piosenka znana jest pod obydwoma tytułami.

## Rekord
Busted ustanowili rekord Guinnessa, kiedy ich trzy pierwsze single "What I Go To School For", "Year 3000" oraz "You Said No" debiutowały na liście UK Singles Chart kolejno na trzech pierwszych miejscach.

## Lista utworów

### CD 1
1. "You Said No" (zwykła wersja)
2. "You Said No" (wersja Jamesa)
3. "You Said No" (EJDJ Mix)
4. "You Said No" (wersja instrumentalna)
5. Wywiad

### CD 2
1. "You Said No" (zwykła wersja)
2. "You Said No" (wersja Matta)
3. "Mrs. Robinson"
4. "You Said No" (teledysk)

### Wersja brytyjska
1. "You Said No" (wersja zwykła)
2. "You Said No" (wersja Charliego)
3. "My Good Friend"

### Wersja niemiecka
1. "You Said No" (wersja zwykła)
2. "Brown Eyed Girl"